# 아제르바이잔의 군사사
아제르바이잔의 군사사는 현대 아제르바이잔을 아우르는 영토에서 수천 년에 걸친 무력 활동과 해외 분쟁에 대한 아제르바이잔군의 개입으로 구성된다. 아제르바이잔인은 토착 캅카스 알바니아인, 스키타이인이나 알란인과 같은 이란 부족, 그리고 일부 사이에서 오우즈 투르크를 포함한 다양한 고대 문명과 민족의 상속자로 믿어진다 (캅카스의 여러 현대 민족은 동일한 고대 민족 중 하나 이상에 조상을 추적할 수 있다).
유럽과 아시아의 교차로에 위치한 아제르바이잔의 위치 덕분에 아제르바이잔은 유럽 및 동양의 군사 강대국과 군사적 접촉을 할 수 있었다.

## 고대

### 캅카스 알바니아
캅카스 알바니아인은 아제르바이잔의 초기 거주자로 여겨진다. 초기 침략자들은 기원전 9세기에 이 지역에 도착한 스키타이인들을 포함한다. 남 캅카스는 기원전 550년경에 결국 아케메네스 왕조에 의해 정복되었다. 조로아스터교가 아제르바이잔에 퍼진 것은 바로 이 시기였다. 아케메네스 왕조는 기원전 330년 알렉산드로스 대왕에게 패배했다. 기원전 247년 페르시아에서 셀레우코스 왕조가 쇠퇴한 후, 아르메니아 왕국은 기원전 190년에서 기원후 428년 사이에 현대 아제르바이잔의 일부를 통제했다. 캅카스 알바니아인들은 기원전 1세기에 왕국을 건설했고 사산조가 252년에 왕국을 속주로 만들 때까지 대체로 독립을 유지했다.:38 캅카스 알바니아의 통치자인 우르나이르 왕은 기원 4세기에 공식적으로 기독교를 국교로 채택했으며 알바니아는 8세기까지 기독교 국가로 남아 있었다. 사산조의 지배는 서기 642년 무슬림 아랍인들에게 패배한 후 끝났다.

## 중세

### 이슬람 정복

약 740년의 캅카스 지역, 제2차 아랍-카자르 전쟁이 끝난 후. 아랍-카자르 전쟁은 칼리프가 아제르바이잔을 장악하는 것을 보았다.

이슬람교를 믿게 된 아랍인들은 사산조와 비잔틴을 물리치면서 캅카스 지역으로 진군했다. 아랍인들은 캅카스 알바니아의 자반시르가 이끄는 기독교도들의 저항을 667년 진압하고 캅카스 알바니아를 속국으로 만들었다.:71 9세기에서 10세기 사이에 아랍인들은 쿠라강과 아라스강 사이의 지역을 "아란"(Arran)이라고 부르기 시작했다.:20 이 시기에 마스라와 쿠파의 아랍인들이 아제르바이잔으로 건너와 원주민들이 버리고 도망간 토지를 접수했다. 이에 따라 아랍인들은 아제르바이잔에서 지주 엘리트 계급이 되었다. 산발적으로 저항이 계속되었지만, 아제르바이잔 주민의 절대다수는 이슬람교로 개종했다. 10세기에서 11세기 사이에는 쿠르드인 왕조인 샤다드조와 라와디야조가  아제르바이잔의 일부 지역을 점유했다.

### 셀주크와 후계국
셀주크 튀르크의 정복은 오늘날의 튀르크족 아제르바이잔인의 민족성과 국민성의 형성에 결정적으로 기여했다는 점에서 아제르바이잔 역사에서 아랍인들의 정복보다도 더 중요한 사건이다.
아바스조가 쇠퇴한 뒤, 아제르바이잔 일대는 살라르조, 사즈조, 샤다드조, 라와디야조, 부야조 등의 왕조들이 산재하고 있었다. 그러다 11세기 초부터 중앙아시아에서 도래해온 오구즈 튀르크족이 이 일대를 점진적으로 접수하기 시작했다. 아제르바이잔에 진출한 최초의 튀르크족 왕조는 북아프가니스탄의 가즈나조로, 1030년 아제르바이잔의 일부분을 점유했다. 이후 오구즈 튀르크의 서쪽 분파인 셀주크인들이 이란과 캅카스 전역을 정복하고 이라크를 압박해 1055년 바그다드의 부야조를 전복시켰다.

### 사피 종단과 시아파의 부상

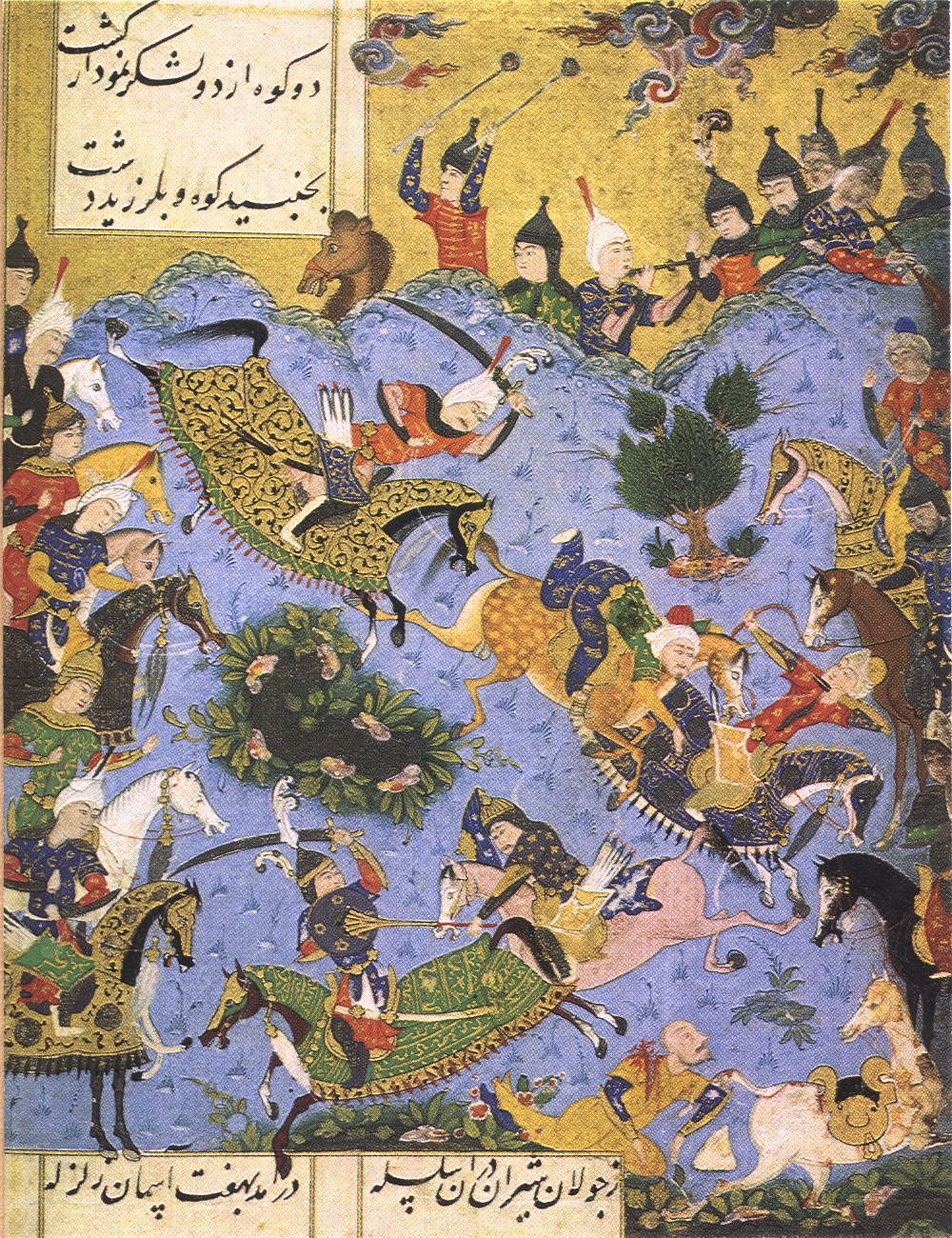
1501년 쉬르반의 사파비 정복 동안 사파비야와 쉬르반샤군 사이의 전투를 묘사.

사피파(사파비야)는 수피파의 한 종단으로, 1330년대에 셰이크 사피 알딘(1252년생-1334년몰)이 창시했다.
사피파 종단은 15세기 말엽 시아파 12이맘파로 전향했다. 사피파 지도자들은 자신들이 알리 이븐 아비 탈리브와 파티마 자흐라의 직계 후손이며, 제7대 이맘 무사 알카짐이 중시조라고 주장했다. 사피파 추종자들, 특히 키질바시 튀르크족은 지도자들의 신비주의 및 그들의 혈통에 대한 주장을 믿고 광신적인 전투력을 발휘했다. 16세기에 수가 늘어난 키질바시는 아크 코윤루와의 전쟁에서 승리하고 타브리즈를 함락시켰다.
왕조화된 사피파의 초대 군주 이스마일 1세는 이러한 기반 위에 1501년 바쿠를 약탈하고 시르반샤들을 탄압했다.

## 러시아 통치

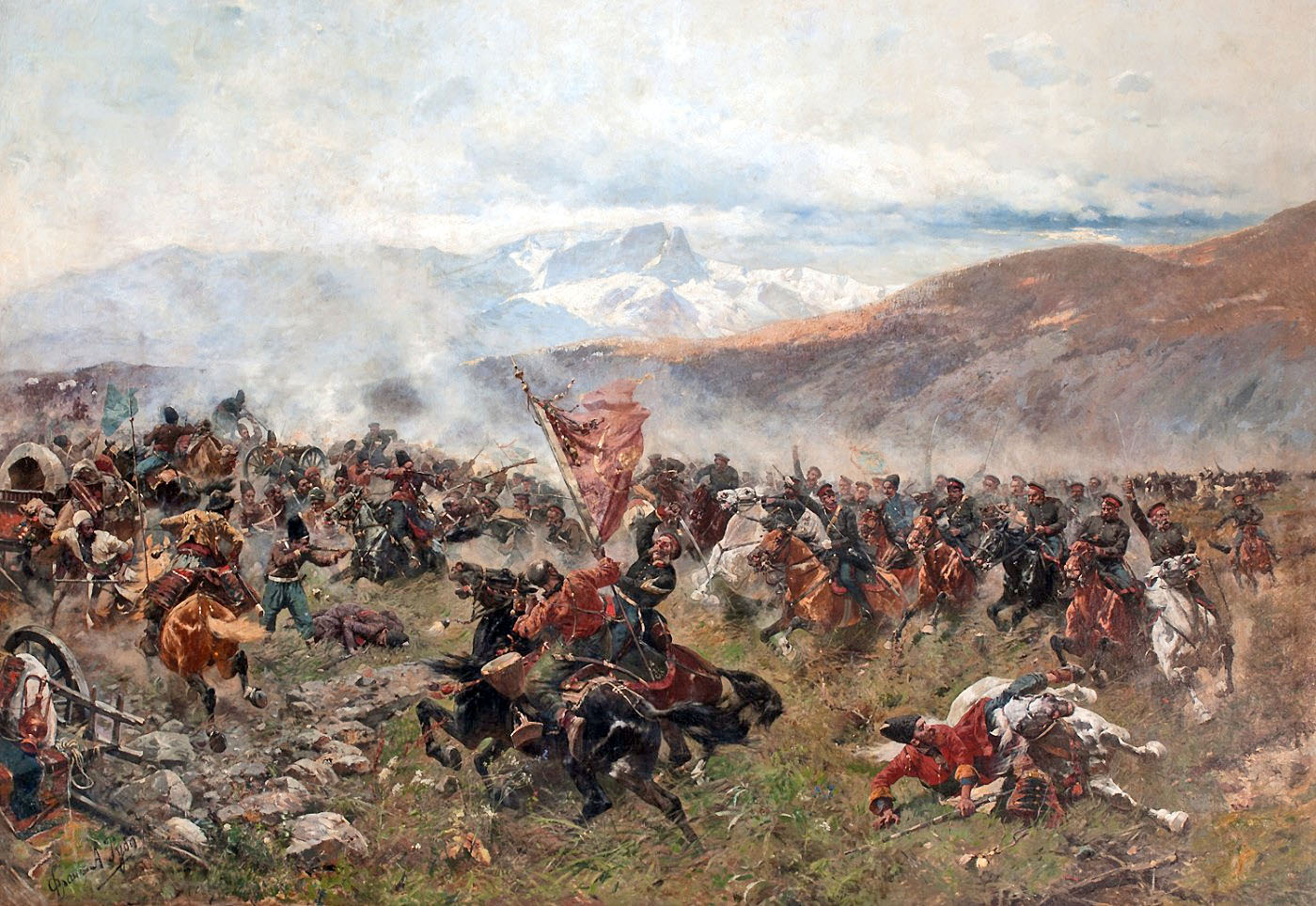
간자 전투는 1826-1828년 러시아-페르시아 전쟁에서 일어난 전투이다.

러시아-페르시아 전쟁 (1804년-1813년)에 패배한 이란의 카자르 왕조는 1813년 굴리스탄 조약을 맺고 러시아에 동캅카스 영토를 할양했다. 이 지역의 칸국들은 철폐당하거나(바쿠, 간자 등) 러시아를 상국으로 받아들였다.
러시아 페르시아 전쟁 (1826년–1828년에서 또다시 패배한 이란은 1828년 투르크만차이 조약을 맺고 캅카스 전체를 러시아에 할양했다. 이 조약으로 현재의 아제르바이잔과 이란 사이의 국경이 확정되었고, 할거하는 소칸들의 시대도 끝났다. 러시아는 캅카스 부왕령를 12개 구역으로 나누었다. 이 때 설치된 행정구역들 중 옐리자베트폴현과 샤마흐는 현재의 아제르바이잔 공화국까지 그대로 계승되고 있다.
1917년 러시아 제국이 붕괴하고 러시아 내전이 벌어지자 캅카스에서는 자캅카스 판무부가 설치되었다. 1918년 4월, 아르메니아 제1공화국과 사카르트벨로 민주공화국의 연방이라는 형태로 자캅카스 민주연방공화국의 건국이 선포되었다. 그러나 한 달만에 연방은 해체되었고, 1918년 5월 28일 간자에서 아제르바이잔 민주공화국의 건국이 선포되었다. 이슬람 세계에서 최초로 설립된 민주공화정체였다.

## 아제르바이잔 민주 공화국

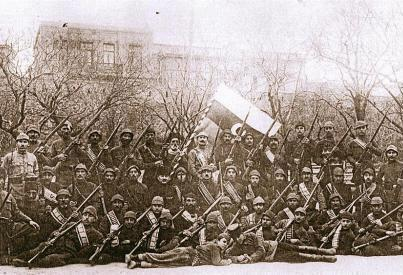
1918년 새로 형성된 아제르바이잔 민주 공화국의 군인들.

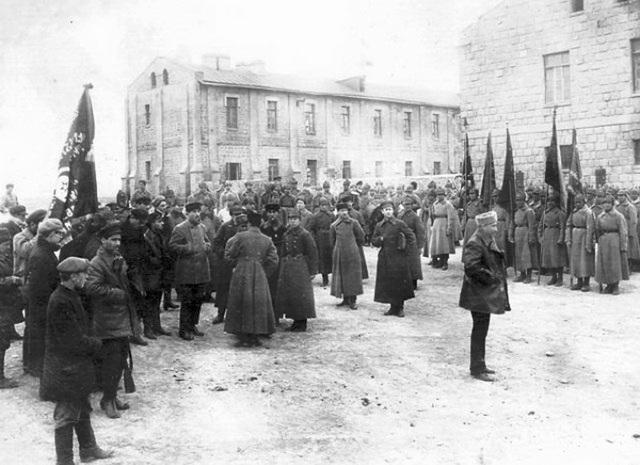
1920년 4월, 소련군이 아제르바이잔을 침공하여 아제르바이잔 민주 공화국이 해체되었다.

### 제2차 세계 대전

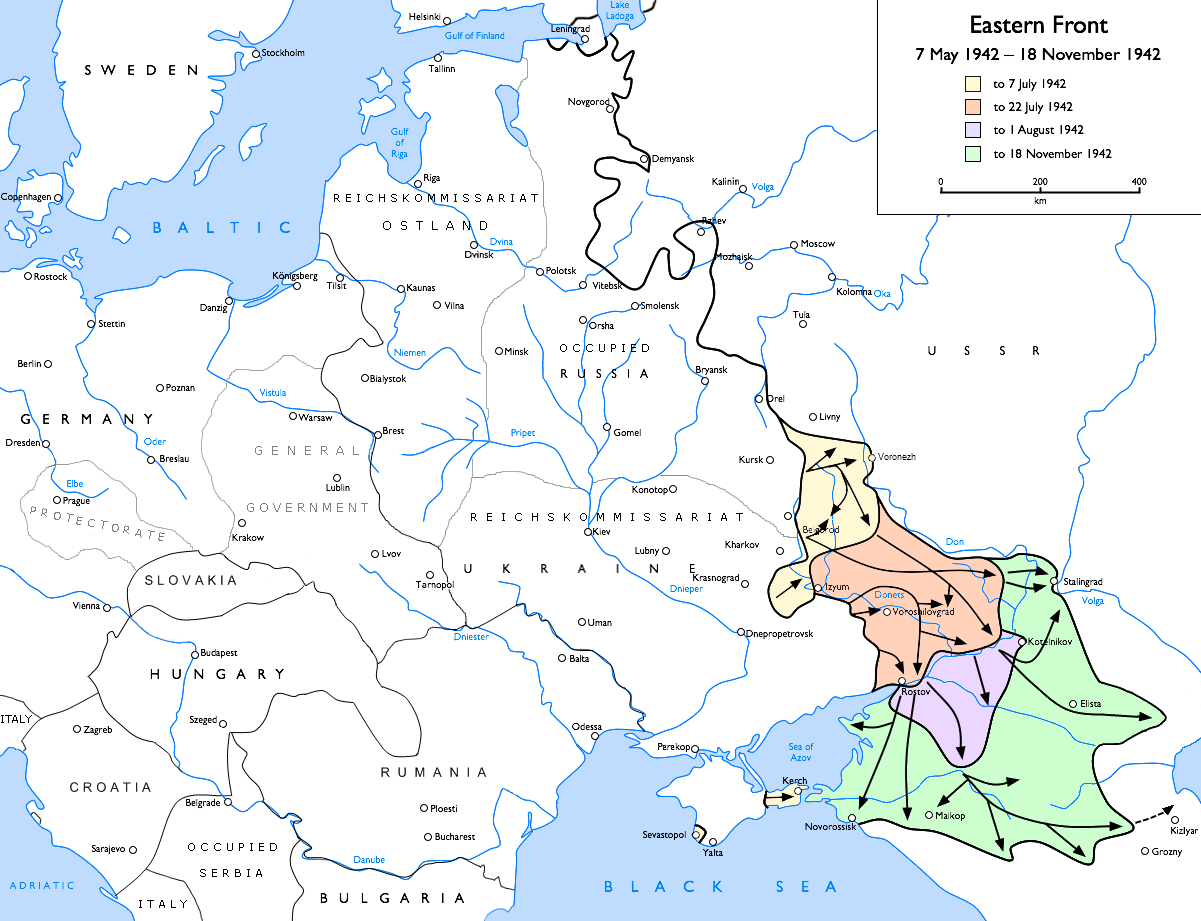
1942년, 나치 독일은 캅카스 지역을 장악하고 바쿠 유전을 점령하기 위해 에델바이스 작전을 시작했다.

### 제1차 카라바흐 전쟁

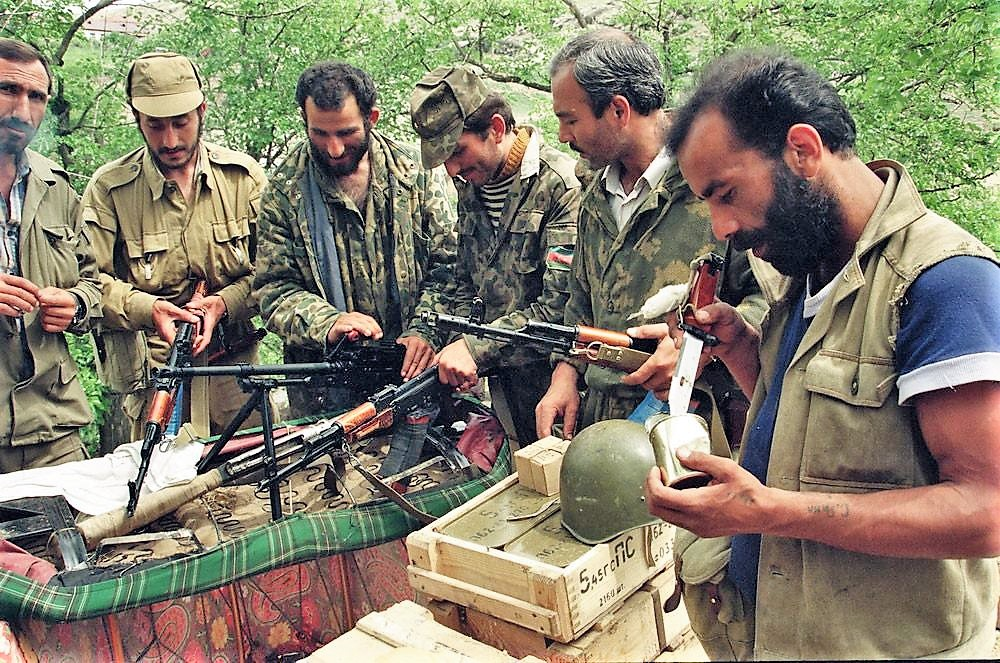
1992년, 제1차 나고르노카라바흐 전쟁 당시 아제르바이잔 병사들.

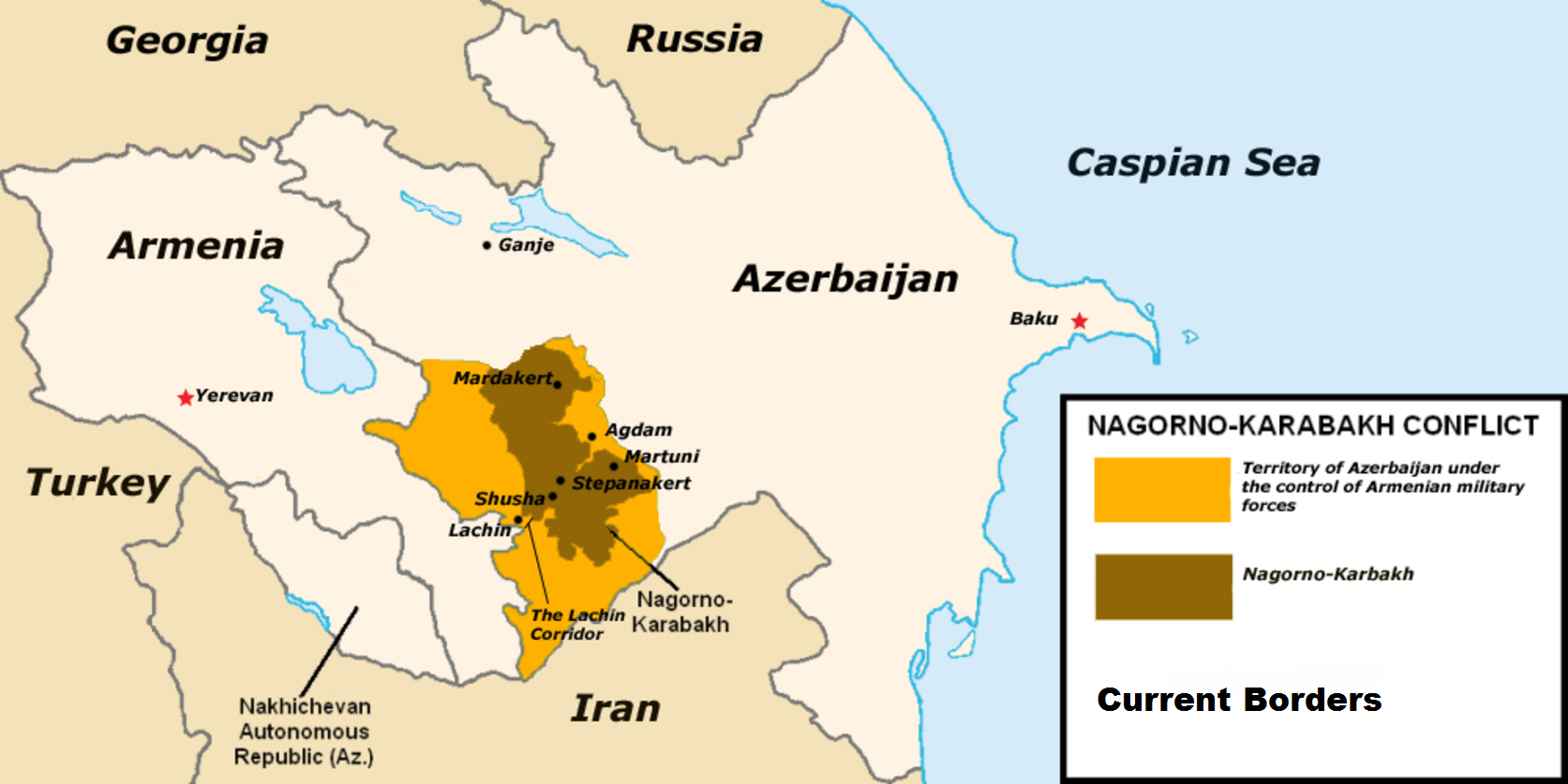
2016년 5월 나고르노카라바흐의 군사 상황.

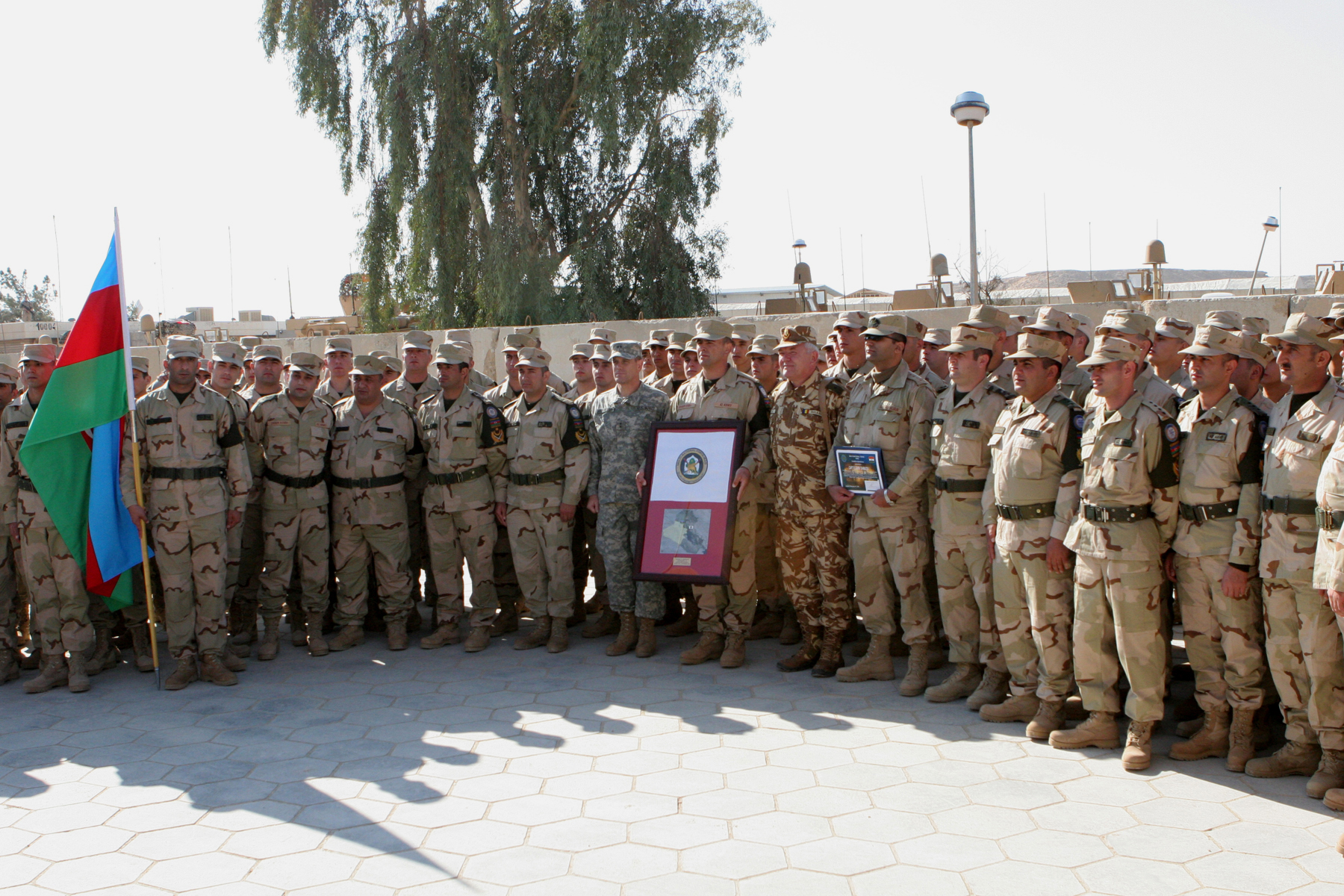
이라크 전쟁 중, 알 아사드 공군기지에 있는 제1아제르바이잔 평화유지군 병사들.

## 같이 보기
- 아제르바이잔의 역사
- 아제르바이잔과 관련된 전쟁 목록